# Deathgaze
Deathgaze (с англ. — «смертельный взгляд») — японская группа, играющая в стиле альтернативный метал из города Нагоя. Один из лидеров современного Нагоя кэй.

## История
После распада группы Berry вокалист Хадзуки и драммер Наоки объединились с басистом Аи и гитаристом Канной для создания новой группы. Так родился проект Deathgaze (デスゲイズ). Они выпустили демо-песню Licht saule (Rihitozoire) на CD для журнала Hev’n. После выхода первого сингла, в начале 2004, гитарист Канна покинул группу ради Puppet Mammy и был заменён гитаристом Наото, а вокалист Хадзуки продолжил карьеру в группе lynch.
Уже в конце 2004 году вокалиста Хадзуки заменил Со, при его участии были выпущены синглы DOWNER и CHAOS, а в 2006 — альбом genocide and mass murder, а также в течение этого времени коллектив играл под именем Knohhoso (野っ細), делая кавер-версии старых популярных джей-рок песен. Музыканты дали два выступления: в ноябре — в Токио, а в декабре — в Нагое. Первое выступление прошло гладко, второе же в довольно депрессивной атмосфере — вокалист Со не явился на концерт. Через неделю он написал в своем блоге извинения, объяснив своё решение уйти с предстоящей свадьбой и денежным кризисом. Однако Deathgaze не собирались распадаться или брать перерыв. В январе 2007 года состоялся совместный тур с группой Girugamesh («girugaze and deathgamesh battlerock tour») в Токио и Нагое.
19 ноября 2007 года новым голосом Deathgaze стал их басист — Аи, которому уже не раз приходилось выступать в этой роли за всю историю группы. Deathgaze объявили, что выпустят 3 новых сингла с января по март, каждый из которых будет включать как минимум одну новую песню и пару старых, но перепетых Аи. В марте 2008 года к группе в качестве басиста присоединился Косукэ. Меньше чем через год группа в этом составе выпустила новый альбом AWAKE-evoke the urge-. 26 апреля 2009 года Наото покинул Deathgaze, мотивируя причинами личного характера. Также Наото сказал, что не исключается возможность его возвращения в группу. 18 ноября 2009 года вышел сингл BLOOD, содержащий две песни — «PV» и «Making Of». 20 ноября 2009 года Такаки стал официальным гитаристом Deathgaze.

## Жанр и образ
Группа является одним из самых ярких представителей нагоя кэй, но при этом участники не используют каких-либо ярких или экстраординарных костюмов, а лишь плотный слой грима, который стал фактически их визитной карточкой. Аи так объяснял причину использования грима:

«Хотелось чего-то безумного. Возможно, чего-то нечеловеческого, чего-то наподобие призраков или Франкенштейна, а не просто Visual Kei. И мы продолжаем начатое, так как считаем, что это здорово. И если кто-нибудь скажет нам „Этот мейкап уже давно устарел“, а мы все сочтем, что это того стоит, значит оно на самом деле так. А если мы решим, что он устарел, то закончим с этим. Хотя мы зашли уже слишком далеко, чтоб просто так закончить…»

В музыкальном плане группа сочетает альтернативный метал, дэт-метал, при этом большинство композиций пишутся в направлении альтернативного метала, остальные композиции на альбомах обычно записаны как простой грув-метал. Но начиная с альбома *AWAKE-evoke the urge- участники начали больше экспериментировать со звуком, добавляя больше разнообразия ритмов и вокала.

## Состав
- Аи [鐚依 или 藍] — вокал (2008 — 2014), бас-гитара (2003—2007)
- Такаки [貴樹] — гитара (2009 — 2014)
- Косукэ [孝介] — бас-гитара (2007 — 2014)
- Наоки [直樹] — ударные (2003 — 2014)

### Бывшие участники
- Хадзуки [葉月] (2003—2004) — вокал (теперь в lynch.)
- Канна [柑那] (2003) — гитара
- Со: [宗] (2004—2006) — вокал
- Наото [直人] (2003—2009) — гитара

## Дискография

### Студийные альбомы
- genocide and mass murder (16.07.2006)
- AWAKE-evoke the urge- (10.12.2008)
- THE CONTINUATION (09.09.2009)Сборник перепетых старых песен группы, перепетых с Аи, вставшем на вокал
- BLISS OUT (2010.12.08)Вышел в двух изданиях, второе издание содержит дополнительный диск с переигранными старыми песнями
- CREATURE (2012.04.04)
- DECADE (2013.07.03)
- ENIGMA (2014.07.23)

### Синглы
- 「294036224052」 (22.02.2004)
- CHAOS (05.02.2005)
- CHAOS Vol.2 (17.08.2005)
- DOWNER (11.11.2005)
- 会場限定 (01.04.2006)
- insult kiss me (23.01.2008)
- DEAREST (20.02.2008)
- I’m broken baby (19.03.2008)
- abyss (24.07.2008)
- BLOOD (18.11.2009)
- SORROW (26.05.2010)
- SILENCE/THE END (07.05.2011)
- USELESS SUN (02.11.2011)
- DEAD BLAZE (21.11.2012)
- ALLURE (22.05.2013)
- THE UNDERWORLD (2013.12.18)

### PV
- FAZE HUMAN. RAZE HUMAN.
- abyss
- BLOOD
- SORROW
- SILENCE/THE ENDДве песни объединены в один клип
- USELESS SUN
- RING THE DEATH KNELL
- DEAD BLAZE
- ALLURE

### DVD
- appendage to AWAKE -ewoke the urge- abyss PV & 2008 Tour vol.1 offshot (2008)
- BLOODY ALL LOVERS (2010)
- PREMIUM NIGHT BLISS OUT MIND — FROM THE END — (2011)